# Ludiès
Ludiès (okzitanisch Ludièrs) ist eine französische Gemeinde mit 99 Einwohnern (Stand 1. Januar 2022) im Département Ariège in der Region Okzitanien. Sie gehört zum Arrondissement Pamiers und zum Kanton Pamiers-2. 
Sie grenzt im Westen und im Norden an Le Carlaret, im Osten an Saint-Félix-de-Tournegat und im Süden an Saint-Amadou.

## Bevölkerungsentwicklung
| Jahr                       | 1962 | 1968 | 1975 | 1982 | 1990 | 1999 | 2008 | 2016 |
| -------------------------- | ---- | ---- | ---- | ---- | ---- | ---- | ---- | ---- |
| Einwohner                  | 56   | 46   | 41   | 33   | 43   | 49   | 77   | 84   |
| Quellen: Cassini und INSEE |      |      |      |      |      |      |      |      |